# 마르틴 토리호스
마르틴 토리호스(Martín Erasto Torrijos Espino, 1963년 7월 18일~)는 파나마의 전직 대통령이다. 2004년 5월 2일에 대통령으로 당선되었다. 민주혁명당의 후보였던, 토리호스는 전체 투표 중 47%를 얻어 대통령 선거에서 승리하였다. 가장 유력한 경쟁자였던 연합당의 전직 대통령 기예르모 엔다라 후보는 토리호스의 뒤를 이어 17%를 얻었다. 2004년 9월 1일에 대통령으로서 취임하였다.

## 생애
마르틴 토리호스는 파나마의 사회 개혁가이자 1968년부터 1981년까지 군부 독재자였던 오마르 토리호스의 아들로 태어났다. 미국, 텍사스주, 컬리지스테이션, 텍사스 A&M 대학교에서 정지과학과 경제를 공부하였으며, 위스콘신주, 델라필드에 위치한 《St. John's Northwestern Military Academy》를 졸업하였다. 에르네스토 페레스바야다레스 대통령 재임기간 동안, 내무부와 사법부의 차관보로 재임했다. 차관보 재임시절 가장 두드러진 성과는 파나마 수도의 민영화를 법으로 만든것이다.
1999년 파나마 대통령 선거에서 민주혁명당의 후보로 출마했을 당시 아르눌피스타 당의 미레야 모스코소의 뒤를 이어 2위를 차지하였다. 당선된 미레야 모스코소의 남편은 1968년 쿠데타 당시 오마르 토리호스가 축출한 아르눌포 아리아스이다.

## 역대 선거 결과
| 선거명      | 직책명          | 대수 | 정당       | 득표율 | 득표수    | 결과 | 당락               |
| ----------- | --------------- | ---- | ---------- | ------ | --------- | ---- | ------------------ |
| 1999년 선거 | 파나마의 대통령 | 29대 | 민주혁명당 | 37.82% | 483,501표 | 2위  | 낙선               |
| 2004년 선거 | 파나마의 대통령 | 30대 | 민주혁명당 | 47.44% | 711,164표 | 1위  | 파나마 대통령 당선 |